# روبرت غليسون
روبرت غليسون (1873 - ) (بالإنجليزية: Robert Gleeson)‏ هو لاعب كريكت جنوب أفريقي. شارك مع منتخب جنوب أفريقيا الوطني للكريكت.

## وصلات خارجية
- روبرت غليسون على موقع إي آس بي آن كريك إنفو (الإنجليزية)